# Marble City (Oklahoma)
Marble City es un pueblo ubicado en el condado de Sequoyah en el estado estadounidense de Oklahoma. En el año 2010 tenía una población de 263 habitantes y una densidad poblacional de 239,09 personas por km².

## Geografía
Marble City se encuentra ubicado en las coordenadas 35°34′59″N 94°49′3″O / 35.58306, -94.81750 (35.583191, -94.817383).

## Demografía
Según la Oficina del Censo en 2000 los ingresos medios por hogar en la localidad eran de $17,375 y los ingresos medios por familia eran $16,250. Los hombres tenían unos ingresos medios de $20,938 frente a los $18,333 para las mujeres. La renta per cápita para la localidad era de $9,115. Alrededor del 39.8% de la población estaban por debajo del umbral de pobreza.